# Transcom WorldWide
TranscomWorldWide S.A. és una empresa que gestiona relacions amb els clients i cobrament de deutes, fundada en 1995 per Kinevik, que és propietària a la vegada de diverses empreses, entre elles Milicom de sector de les telecomunicacions, i Metro International. Opera a Europa, Amèrica del Nord, Sud-amèrica, Àsia i Àfrica. Transcom té uns 29 000 persones al llarg de les seves 62 ubicacions al món. Johan Eriksson va ser nomenat conseller delegat i president en 2011.

## Ubicacions
Transcom WorldWide està present en 75 centres de trucades situats a Alemanya, Àustria, Bèlgica, Canadà, Xile, Perú, Colòmbia, Croàcia, Estats Units, Eslovàquia, Espanya, Estònia, Filipines, França, Hongria, Itàlia, Letònia, Lituània, Luxemburg, Noruega, Països Baixos, Polònia, Portugal, Regne Unit, República Txeca, Romania, Sèrbia, Suècia, Suïssa i Tunísia.

## Adquisicions
El 27 d'agost de 2007 Transcom va anunciar que havia adquirit el 100% de NuComm International per $90.000.000 CAD. Inicialment es van pagar $50.000.000 CAD